# 札幌市立手稲山口小学校
札幌市立手稲山口小学校（さっぽろしりつ ていねやまぐちしょうがっこう）は北海道札幌市手稲区曙にある公立小学校。通称は、「山口小」。

## 所在地
- 北海道札幌市手稲区曙11条2丁目7-1

## 沿革
- 1975年（昭和50年） - 札幌市手稲山口小学校開校。

## 著名な出身者
- 鈴木貴男 - 男子プロテニス選手
- 福田俊 - プロ野球選手（4年時に転出）

## 交通機関

### 路線バス
- ジェイ・アール北海道バス「手稲山口団地停留所」から徒歩5分。